# Janne Laukkanen
Janne Kristian Laukkanen (* 19. März 1970 in Lahti) ist ein ehemaliger finnischer Eishockeyspieler, der in seiner aktiven Zeit von 1987 bis 2003 unter anderem für die Québec Nordiques, Colorado Avalanche, Ottawa Senators, Pittsburgh Penguins und Tampa Bay Lightning in der National Hockey League gespielt hat.

## Karriere
Janne Laukkanen begann seine Karriere als Eishockeyspieler in der Jugend von Reipas Lahti, für dessen Profimannschaft er von 1988 bis 1991 zunächst in der zweitklassigen I divisioona und nach dem Aufstieg in der Saison 1989/90 in der SM-liiga aktiv war. Anschließend wurde er im NHL Entry Draft 1991 in der achten Runde als insgesamt 156. Spieler von den Québec Nordiques ausgewählt. Zunächst blieb der Verteidiger allerdings drei weitere Jahre in Finnland, in denen er für HPK Hämeenlinna spielte, mit dem er in der Saison 1992/93 Vizemeister wurde. Zudem stand der Linksschütze in der Saison 1993/94 in drei Playoffspielen für den HC České Budějovice in der neugegründeten tschechischen Extraliga auf dem Eis. 
In der Saison 1994/95 gab Laukkanen sein Debüt in der National Hockey League für die Québec Nordiques, für die er in 17 Spielen vier Scorerpunkte erzielte. Den Rest der Spielzeit verbrachte er bei deren Farmteam aus der American Hockey League, den Cornwall Aces. Die folgende Spielzeit begann der Finne im Nachfolgefranchise, der Colorado Avalanche. Für das Team, das am Saisonende den Stanley Cup gewann, absolvierte er drei Spiele, wechselte jedoch noch während der laufenden Spielzeit zu deren Ligarivalen Ottawa Senators, bei denen er bis 2000 blieb. Es folgten drei Jahre bei den Pittsburgh Penguins, ehe der Finne Anfang 2003 an die New York Rangers abgegeben wurde, für deren AHL-Farmteam, das Hartford Wolf Pack, er drei Vorlagen in fünf Spielen gab, ehe er seine Karriere bei der Tampa Bay Lightning beendete, für die er bis Saisonende noch in vier Spielen ein Mal traf.
Im Anschluss an seine Spielerkarriere arbeitete Laukkanen in der Saison 2004/05 als Assistenztrainer bei den Espoo Blues in der SM-liiga. In der Saison 2007/08 arbeitete der ehemalige NHL-Profi im Trainerteam der unterklassigen Mannschaft VG-62.

### International
Für Finnland nahm Laukkanen an der U20-Junioren-Weltmeisterschaft 1990, sowie den Weltmeisterschaften 1992, 1993, 1994 und 1998 teil. Des Weiteren stand er im Aufgebot Finnlands bei den Olympischen Winterspielen 1994 in Lillehammer und 1998 in Nagano sowie beim World Cup of Hockey 1996.

## Erfolge und Auszeichnungen
- 1990 Aufstieg in die SM-liiga mit Reipas Lahti
- 1993 Finnischer Vizemeister mit HPK Hämeenlinna
- 1993 SM-liiga All-Star Team
- 1993 SM-liiga Lynces Academici Defenceman Award

### International
| - 1988 Silbermedaille bei der U18-Junioren-Europameisterschaft - 1992 Silbermedaille bei der Weltmeisterschaft - 1994 Bronzemedaille bei den Olympischen Winterspielen | - 1994 Silbermedaille bei der Weltmeisterschaft - 1998 Bronzemedaille bei den Olympischen Winterspielen - 1998 Silbermedaille bei der Weltmeisterschaft |